# Olof Strömstierna

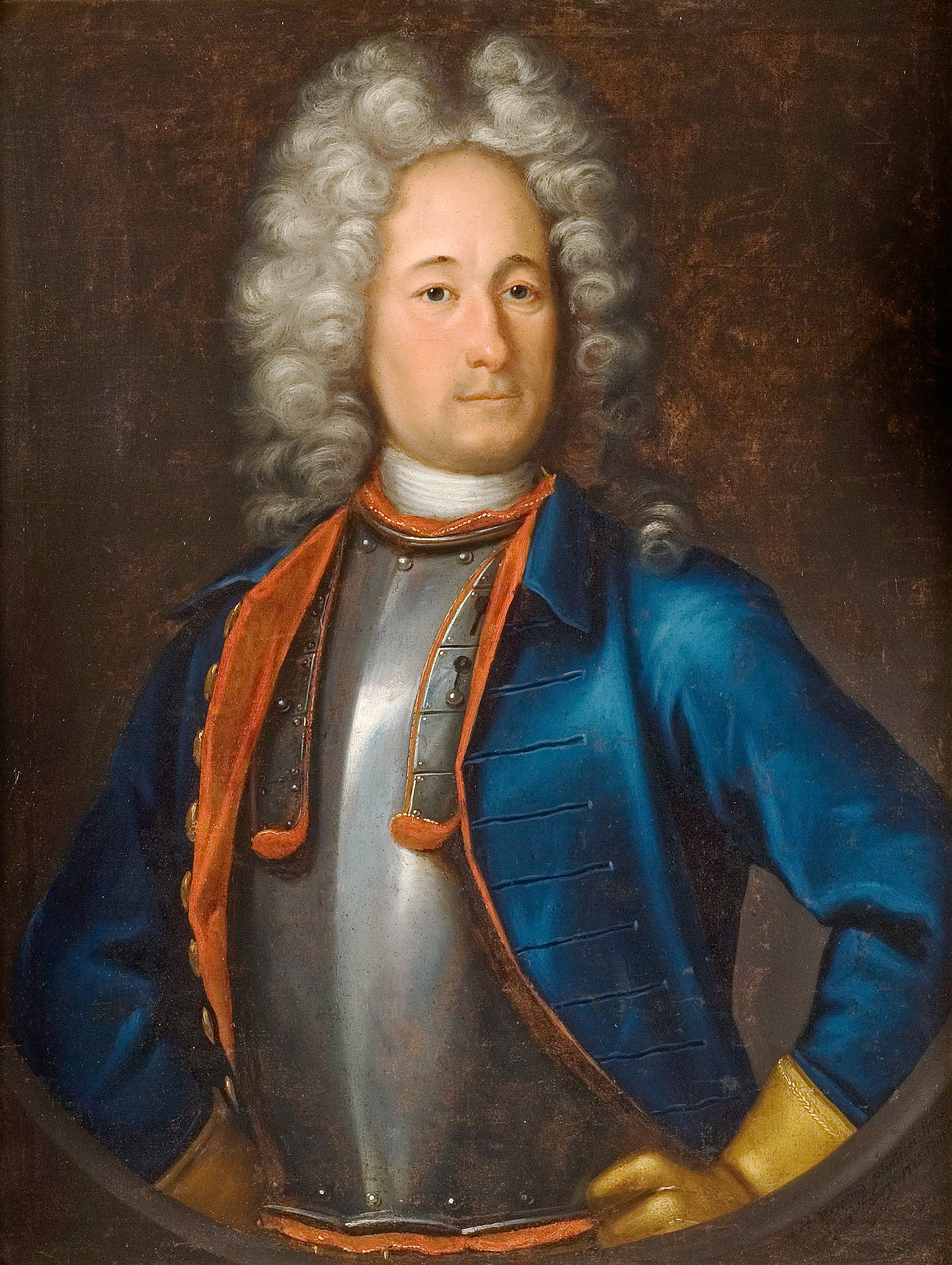
Olof Strömstierna, Gemälde von J.H Wedekindt aus dem Jahr 1715, Schloss Gripsholm, Schweden

Olof Strömstierna (* 1664 in Käringön im Bohuslän; † 1730 in Bro Socken im Bohuslän) war ein schwedischer Marineoffizier im Großen Nordischen Krieg. Zuletzt hatte er den Rang eines Admirals a.D inne.

## Kindheit und Jugend
Olof Strömstierna wurde im Jahre 1664 in Käringön an der schwedischen Westküste geboren. Sein Geburtsname war Olof Knape, sein Vater war Nils Knape, ein einfacher Fischer. Im Alter von acht Jahren fuhr Strömstierna erstmals mit den Fischern aufs Meer.
In den Jahren seiner Jugend fuhr er mit der East India Company zwischen Frankreich, England und Amerika zur See. 1697 trat er in die Niederländische Ostindien-Kompanie ein. Unter der Flagge der Generalstaaten der Niederlande stieg er bis zum Leutnant auf.
Er unterhielt auch ein eigenes Schiff, welches zwischen dem Festland und Schweden Handel betrieb. Im Jahre 1715 wurde er für seine Verdienste geadelt und ihm wurde der Name Strömstierna verliehen. Strömstierna heiratete 1689 Christina Ström, Tochter des Ratmann von Marstrand und die Schwester von Nils Thorvedsson Ström, späterer geadelter Strömcrona.

## Militärische Karriere
Im Jahre 1698 wurde Strömstierna angeboten, in die schwedische Marine einzutreten. Er wurde 1700 zum Kapitän ernannt und in die Flotte von Admiral Cornelius Anckarstierna kommandiert. Alle in Bohuslän bestehenden Seemannschaften wurden im Jahre 1701 rekrutiert und nahmen an der Expedition nach Archangelsk teil. Strömstierna befand sich bei dieser Unternehmung als Kommandierender an Bord der Fregatte Marstrand.
Im Jahre 1704 wurde er zum Kommandeur des 1. Enrollierungs-Kompanie des Bohuslän ernannt. In dieser Position war er für die Verteidigung der Provinz und deren Küsten verantwortlich. Außerdem war er für die Begleitung und Verteidigung von Frachtkonvois in diesem Teil der schwedischen Gewässer verantwortlich.
Er vereitelte 1711 eine dänische Invasion. Des Weiteren war Strömstierna als Freibeuter in den Gewässern unterwegs. Er kaperte Handelsschiffe im Auftrag der schwedischen Krone. Für seine Verdienste für die Krone wurde er 1714 zum Schout-bij-nacht und zum Kommandeur des Seegeschwaders Göteborg ernannt.

### Kämpfe in Bohuslän gegen Tordenskjold
Nachdem Olof Strömstierna den dänischen Kapitän Tordenskiold am Sponviken besiegt hatte, wurde er zum Vizeadmiral ernannt. Die Dänen versuchten die Brücke, die über den Sund führte, zu zerstören. Die Flotte von Tordenskjold umfasste 16 Schiffe, sein Flaggschiff war die Krönende Rose mit 28 Kanonen und 128 Mann an Bord. Die Flotte wurde teilweise von den Schweden versenkt, darunter auch das Flaggschiff.
1716 leitete Strömstierna einen Versorgungskonvoi, bestehend aus etwa 35 Schiffen (15 Kriegsschiffe und 20 Transportschiffe). Diese sollten Belagerungsgeschütz und Nachschubgüter zur schwedischen Belagerungsarmee nach Fredrikshald bringen. Im kleinen Dynekilen-Fjord, drei Meilen vor Fredrikshald, machte die Flotte einen Zwischenstopp. Hier wurde die Flotte von einer kleinen dänischen Flottille (Sieben Schiffe) komplett gekapert oder versenkt. Das Seegefecht im Dynekilen-Fjord wurde zum Schicksalsgefecht im ersten Norwegenfeldzug von Karl XII. Nach dieser Niederlage mussten die Schweden die Belagerung von Fredrikshald abbrechen und sich nach Schweden zurückziehen.
Während seines Kommandos über das Seegeschwader in Göteborg gelang es Strömstierna 1717, den Angriff Tordenskjolds auf die Stadt zurückzuschlagen. Im selben Jahr wurde er auch Kommandeur des Ruderergast-Regiments (3000 Mann), und im Jahre 1718 leitete er die Lieferung von mehr als 100 Schiffsladungen Lebensmittel und andere Vorräte von Göteborg nach Strömstad, dieser Versorgungskonvoi war der Beginn des zweiten Norwegenfeldzuges der Schweden.
1719 erbat er die Pensionierung, welche im gewährt wurde. Außerdem erhob man ihn in den Rang eines vollen Admirals.
Danach lebte er auf seiner Farm in Bro Stocken bis zu seinem Tod 1730.

## Erinnerung
In der Nationalen Porträtsammlung Schwedens auf Schloss Gripsholm ist ein Bild von Olof Strömstierna mit dem Kopf nach rechts aufgeführt. Gemalt wurde es 1715 von John Henry Wedekind 1715.